# Собор Успения Богородицы и Святого Андрея (Фромборк)
Собор Успения Богородицы и Святого Андрея (пол. Bazylika archikatedralna Wniebowzięcia Najświętszej Maryi Panny i św. Andrzeja) — римско-католический храм в городе Фромборк в Польше. Одно из старейших зданий города, построенное в 1329-1388 годах. Признанный памятником истории Польши с 1994 года. Является местом захоронения Николая Коперника.

## История
Первый деревянный собор во Фромборке был построен в 1288 году и стал главной епархиальной церковью. Нынешний трехнефный безбашенный зал с вытянутым прямо закрытым алтарем был построен между 1329 и 1388 годами, его длина составляет 90 м, а высота — 16,5 м. В конце XVI века была добавлена парящая подпись эпохи Возрождения, а в 1638 году были установлены церковные часы. К южному фасаду собора были пристроены две часовни: готическая часовня Святого Георгия на рубеже XV-XVI веков и в 1735 году часовня Спасителя, также известная как часовня святых реликвий. В 1887-1891 годах была проведена обширная реставрация интерьера собора, получившего нынешний облик. Тогда была создана полихромия, автором которой был Юстус Борновски из Эльблонга. В пресвитерии остались фрагменты позднеготической росписи с изображением отцов Церкви и герб епископа Николая Тунгена.
В 1971 году Польша выпустила почтовую марку с изображением фромборского собора номиналом 4 злотых, в серии «По маршруту Коперника». Автором проекта марки был Андрей Гейдрих. Марка оставалась в обращении до 31 декабря 1994 года.